# Verners lov
Verners lov eller Vernersk veksel er en lydlov opdaget i 1876 af Karl Verner.
Det drejer sig om en række tilsyneladende undtagelser fra den germanske lydforskydning. De havde irriteret det 19. århundredes sprogvidenskabsmænd, der gerne ville bevise lydlovenes undtagelsesløshed. Det gav derfor Karl Verner stor berømmelse i samtiden, da han var i stand til at bevise, at der ikke var tale om undtagelser, men om en regelmæssig lydudvikling under helt særlige forhold.
Reglen går i al sin enkelhed ud på, at indoeuropæisk *p, *t, *k, *s, der regelmæssigt skulle udvikle sig til ustemt f, þ, h, s, i stedet bliver til stemt b, d, g, z, hvis den forudgående vokal ikke bar accenten i urindoeuropæisk. I indoeuropæisk kunne trykket, accenten, være anbragt på alle stavelser i ordet og varierede alt efter afledning og bøjningsform. Denne accenttype er bevaret i vedisk indisk og på græsk, men på germansk kom trykket i stedet til at ligge fast på den første stavelse i ordet (dog ikke på forstavelser som ge-, be-, for-). Selv om germansk således ikke har bevaret den indoeuropæiske accent, har den imidlertid sat sig et tydeligt spor i den Vernerske veksel:
- p > b: f.eks. græsk hypér (ὑπέρ), sanskrit upári = tysk über, græsk heptá (ἑπτά), sanskrit saptá = gotisk sibun, tysk sieben.
- t > d: f.eks. græsk patér (πατήρ), sanskrit pitár- = gotisk fadar, tysk Vater (med regelmæssigt *d > t) over for gr. phrátor (φράτωρ), vedisk bhrā́tar- = gotisk brōþar, ty. Bruder (med regelmæssigt *þ > d).
- k > g: f.eks. græsk makrós (μακρός) 'lang' = tysk, dansk mager over for græsk dákry (δάκρυ) 'tåre = dansk tåre, tysk Zähre, eng. tear.
- s > z: f.eks. sanskrit áyas 'metal' (jf. latin aes 'kobber') = gotisk aiz, gammeldansk ēr (heraf ir), tysk ehern 'bronze-', engelsk ore 'malm'

Verners lov er til dels blevet udvisket i de yngre germanske sprog på grund af regelmæssige lydudviklinger. I nordtysk, engelsk og nordisk er f og b faldet sammen i indlyd (dansk, engelsk over), og i I nordisk er þ og d ligeledes faldet sammen i indlyd (dansk fader, broder), på engelsk også foran r father, brother). En anden kilde til udviskning er analogi, hvor former med Vernersk veksel er blevet omdannet efter beslægtede former uden.
På grund af Verners lov var der i en del stærke verber på germansk en veksel mellem f, þ, k, s i infinitiv, præsens og præteritum ental på den ene side og b, d, g, z (> r) i præteritum flertal og participiet på den anden side. Vekslen kan endnu ses i de ældre sprog, men i de moderne sprog er den normalt ophævet ved analogi. Det urgermanske *friusan : *fraus : *fruzum : *gafruzanaz kunne stadig ses i oldnordisk frjósa : fraus : frørum : frørinn og oldhøjtysk friosan : frōs : frorum : gifroran, men de nordiske sprog har nu analogisk gennemført s: fryse : frøs : †frøse : frosset, hvorimod tysk har gennemført r: frieren : fror : froren : gefroren. I et andet tilfælde har nyhøjtysk r: verlieren, men dansk har lånt ordet i en ældre form med s: forlise.